# ХК Автомобилист
ХК Автомобилист (рус. Автомобилист) је професионални хокејашки клуб из Јекатеринбурга који се такмичи у Континенталној хокејашкој лиги од 2009. године. Клуб се такмичи у Источној конференцији, у дивизији Харламов.
Утакмице на домаћем терену екипа игра у Спортској дворани Јекатеринбург, капацитета 5.570 седећих места.

## Историја

### Виша лига
Клуб је основан 2006. године. Почели су наступ у Вишој лиги, где су се већ у првој сезони пласирали у плеј-оф, пошто су регуларни део завршили на другом месту. У првом колу успели су да елиминишу Кристал из Саратова са 3:0 у победама, али су у четвртфиналу изгубили са 3:1 од екипе Дмитров из истоименог града.
Следеће сезоне су постигли још значајнији резултат, након што су заузели прво место у регуларном делу, у плеј-офу су стигли до финала где су поражени од Химик Воскренска са 3:1. Следеће сезоне требало је да дебитују у Континенталној хокејашкој лиги, али су због финансијских проблема морали да одложе наступ за следећу годину. Последњу сезону у ВХЛ лиги су окончали освајањем првог места у регуларном делу, али су у плеј-офу елиминисани у четвртфиналу од Крила Совјетов.

### КХЛ лига
Године 2009. је објављено да ће Автомобилист наступати у Континенталној хокејашкој лиги, уместо Химика који је због финансијских проблема морао да напусти такмичење.
У својој првој сезони као тренер Автомобилист је предводио чешки тренер Марек Сикора. Због слабог старта на почетку сезоне, Автомобилист је тек победом у последњем колу против СКА, најбоље екипе на западу освојили осмо место у источној конференцији и пласирали се у плеј-оф. У четвртфиналу плеј-офа су поражени од Салават Јулајева са 3:1 у победама.
Наредне три сезоне екипа је остајала без плеј-офа. У сезони 2010/11 заузели су 10. место у регуларном делу, а 2011/12 и 2012/13 последње 12 место.

## Наступи у КХЛ лиги
| Сезона   | УТ | Поб | ППр. | ППе. | ИПе. | ИПр. | Изг | Бод | Гол разлика | Плас. | Плеј-оф                        |
| -------- | -- | --- | ---- | ---- | ---- | ---- | --- | --- | ----------- | ----- | ------------------------------ |
| 2009/10. | 56 | 14  | 2    | 6    | 2    | 4    | 28  | 64  | 127-159     | 19    | Прво коло: 1:3 Салават Јулајев |
| 2010/11. | 54 | 10  | 6    | 4    | 2    | 1    | 31  | 53  | 134-184     | 20    | Нису се пласирали              |
| 2011/12. | 54 | 9   | 3    | 4    | 5    | 3    | 30  | 49  | 108-193     | 22    | Нису се пласирали              |
| 2012/13. | 52 | 7   | 0    | 1    | 7    | 5    | 32  | 35  | 104-180     | 26    | Нису се пласирали              |

УТ - одиграно утакмица; Поб - број победа; ППр - победа након продужетка; ППе - победа након пенала; ИПе - пораз након пенала; ИПр - пораз након продужетка; Изг - пораз; Бод - освојених бодова у лигашком делу; Плас. - позиција након лигашког дела.